# تپه هسکو
تپه هسکو مربوط به عصر آهن ۳ است و در شهرستان دورود، بخش سیلاخور، دهستان چالانچولان، ۱/۵ کیلومتری جنوب روستای خسروآباد واقع شده و این اثر در تاریخ ۲۳ بهمن ۱۳۸۵ با شمارهٔ ثبت ۱۷۲۰۸ به‌عنوان یکی از آثار ملی ایران به ثبت رسیده است.